# Roxana (Roman)
Roxana (voller Originaltitel: Roxana, the fortunate mistress, or, A history of the life and vast variety of fortunes of Mademoiselle de Beleau, afterwards called the Countess de Wintselsheim in Germany, being the person known by the name of the Lady Roxana in the time of Charles II, deutsch Roxana, Lady Roxana, Die glückliche Mätresse oder Die glückliche Maitresse) ist ein von Daniel Defoe verfasster und 1724 erschienener Roman. Basierend auf der zweiten englischen Ausgabe erschien 1736 die erste deutsche Übersetzung.

## Kurzbeschreibung
Der Roman schildert Aufstieg und Fall einer verlassenen Ehefrau, die sich zunächst prostituiert, später eine erfolgreiche Geschäftsfrau wird und, während sie verschiedene Identitäten annimmt (unter anderem die der Lady Roxana), zu enormem Reichtum kommt, den sie am Schluss und nach einem mutmaßlichen Mord wieder verloren hat.

## Inhaltsangabe
Roxanas Herkunft und erste Ehe
Im Vorfeld des Edikts von Fontainebleau fliehen 1683 die protestantischen Eltern der zum Zeitpunkt der Flucht 10-jährigen Ich-Erzählerin aus Frankreich. Mit einer Mitgift von 2000 Pfund heiratet die 15-jährige Ich-Erzählerin, die später als Roxana berühmt wird, einen Brauers-Sohn. „Nachdem ich etwa vier Jahre verheiratet war, starb mein Vater“, der mit ihrer Gatten-Wahl derart unzufrieden war, dass er die Erbschaft der Ich-Erzählerin treuhänderisch „in die Hand meines älteren Bruders legte. Dieser stürzte sich zu voreilig in abenteuerliche Geschäfte, machte Bankrott und verlor nicht nur, was er besaß, sondern auch, was er für mich in seiner Obhut hatte […]. Zwei Jahre nach dem Tod meines Vater starb der Vater meines Mannes“. Unfähig, die Brauerei erfolgreich weiterzuführen, verkauft der Brauers-Sohn das Geschäft und lebt anschließend üppiger als angemessen. „Es dauerte nicht länger als drei Jahre, bis alles verfügbare Geld […] ausgegeben war“ und der Brauers-Sohn das Weite sucht, während die Ich-Erzählerin nach acht Jahren Ehe mit fünf Kindern zurückbleibt. Amy, die Dienerin der Ich-Erzählerin, bringt nach einigen Monaten materieller Not die Ich-Erzählerin auf die Idee, sich der Sorgepflicht zu entziehen und auf Umwegen die fünf Kinder als Sozialwaisen in staatliche Obhut kommen zu lassen. „Mein persönliches Elend […] verhärtete meine Gefühle gegen mein eigen Fleisch und Blut, und als ich mir überlegte, daß sie unweigerlich verhungern müßten, wenn ich sie weiterhin bei mir behielte, begann ich, mich mit dem Gedanken an eine Trennung von ihnen […] zu versöhnen“. Kurz nachdem die Ich-Erzählerin ihren Nachwuchs illegal abgestoßen hat, ist von Elend jedoch keine Rede mehr: Ihr von seiner Frau getrennt lebender Vermieter gesteht ihr seine Liebe. Er ist der Meinung, dass „er eine Frau nehmen darf, da seine erste Gattin ihre Ehre preisgegeben hat und von ihm getrennt lebt“.
Roxanas als Geliebte des Juwelenhändlers
Der Vermieter, von Hause aus Juwelenhändler, sichert das Konkubinat der Ich-Erzählerin (Roxana) mit einer Schuldanerkenntnis von 7000 Pfund (im Fall der Trennung) beziehungsweise einer Erbschaft von 500 Pfund (im Fall des Juwelenhändler-Todes) vertraglich ab. Von seiner „Güte überwältigt und von der Furcht besessen […], wieder ins Elend zurückzusinken, falls er mich verließe“, geht die Ich-Erzählerin auf das Ansinnen ein; ein moralischer Dammbruch: „Nachdem mein Innerstes auf diese Weise eine brüchige Stelle erhalten hatte und ich so weit gekommen war, gegen mein eigenes Gewissen zu handeln, war ich für jede schlechte Tat reif, und das Gewissen hörte auf, sich zu melden, da es merkte, daß es nicht gehört wurde.“ Nachdem der Juwelenhändler mit Einverständnis der Ich-Erzählerin eine gleichzeitige Liebschaft mit der Dienerin Amy eingeht, wird der Juwelenhändler erst durch Amy zum Kindsvater, im dritten Jahr des Konkubinats auch durch die Ich-Erzählerin. Beide Kinder werden anderweitig in Obhut gegeben, der Juwelenhändler und die Ich-Erzählerin reisen gen Paris, während Amy als Hausverwalterin in England zurückbleibt. Eines Tages jedoch will der Juwelenhändler nach Versailles, um einem dort lebenden deutschen Prinzen seine Aufwartung zu machen; auf dieser Reise fällt der Juwelenhändler einem Raubmord zum Opfer. In seiner Wohnung lässt er Juwelen zurück, die eventuell an den deutschen Prinzen zu verkaufen gewesen wären, sowie Bargeld und Wechsel im Wert von fast 10000 Pfund. Die Ich-Erzählerin befiehlt der noch in England weilenden Amy per Brief, „da ich nicht wußte, wie seine Verwandten oder die Freunde seiner Frau im gegenwärtigen Fall handeln würden, […] alles Silber, alles Leinen und die übrigen Wertsachen beiseite zu schaffen“. Gerüchte, dass der Juwelenhändler die eventuell an den deutschen Prinzen zu verkaufenden Juwelen bei dem Raubmord bei sich gehabt hätte, stellt die Ich-Erzählerin nicht richtig. Der Prinz bedauert den Raubmord, versichert, er habe dem Juwelenhändler „nicht befohlen, sich mit den Edelsteinen nach Versailles zu begeben“, so dass ihn keine Schuld treffe; dennoch übergibt er der Ich-Erzählerin eine finanzielle Entschädigung von 100 Louis d’or und gewährt ihr eine jährliche Pension von 2000 Livres.
Roxana als Mätresse des deutschen Exil-Prinzen
Nachdem der Kontakt zum Prinzen hergestellt ist, macht jener die Ich-Erzählerin (Roxana) zu seiner Geliebten, während sein Kammerdiener der Geliebte von Amy wird. Die Ich-Erzählerin verlangt von dem Prinzen nichts „auf eine habgierige Weise, als sei ich darauf erpicht, ihn auszunehmen, sondern ich lenkte ihn so geschickt, daß er gewöhnlich meinen Bitten zuvorkam.“ Nach „fast anderthalb Jahren“ wird die Ich-Erzählerin vom Prinzen schwanger und bringt das Kind in einem Dorf vier Meilen von Paris entfernt zu Welt; das Kind wird an eine Amme abgegeben und die Ich-Erzählerin kehrt nach Paris zurück. Der Prinz nimmt die Ich-Erzählerin mit auf eine geheime diplomatische Mission, die er im Auftrag des französischen Königs nach Italien unternimmt; Amy wird abermals Hausverwalterin der Ich-Erzählerin. Während des zweijährigen Italien-Aufenthalts kauft der Prinz der Ich-Erzählerin eine türkische Sklavin: Von ihr lernt die Ich-Erzählerin „die türkische Sprache, ihre Art, sich zu kleiden und zu tanzen, sowie auch einige türkische oder vielmehr maurische Lieder“; außerdem erhält die Ich-Erzählerin auf diese Weise ein orientalisches Kleid. Innerhalb von elf Monaten nach der Rückkehr aus Italien folgt ein drittes Kind. Nach über acht Jahren als Mätresse ändert sich das Verhältnis zum Prinzen durch den Tod der Ehefrau des Prinzen: Sie verpflichtet ihn auf dem Sterbebett, an der nächsten adligen Ehefrau gerechter als an ihr zu handeln, nämlich ihr die eheliche Treue zu wahren: „Diese Worte der Prinzessin […] sowie deren unmittelbar darauffolgender Tod machten einen so tiefen Eindruck auf ihn, daß er Abscheu vor seinem bisherigen Leben empfand, melancholisch wurde und sich zurückzog“ sowie der Ich-Erzählerin eröffnet, „er könne mich  nicht mehr wiedersehen.“ Während der Prinz die Ich-Erzählerin finanziell noch besser stellt, zieht er sich nach auf seine lothringischen Güter zurück: „Jetzt war ich frei, in jeden Teil der Welt zu gehen und mein Geld selbst zu verwalten“, wobei ein Teil des Vermögens erst zu Geld gemacht werden muss, beispielsweise der angebliche einstige Raubmord-Verlust des Juwelenhändlers, den die Ich-Erzählerin in ihrem Besitz hat. Die erwünschte Umwandlung soll über einen holländischen Kaufmann erfolgen, „der überall im Ruf eines vermögenden, ehrlichen Mannes stand“ und die vermeintlichen Raub-Juwelen einem ihm bekannten holländischen Juden verkaufen will. „Als der Jude die Edelsteine erblickte, begann er sogleich, in holländischer oder portugiesischer Sprache auf den Kaufmann einzuschnattern, und schon bald konnte ich erkennen, daß beide sehr erstaunt waren.“ Während der Jude die vermeintlich an einem Raubmord beteiligte Ich-Erzählerin der Obrigkeit ausliefern will, stellt sich der holländische Kaufmann scheinbar auf die Seite des Juden, tatsächlich aber hilft er der Ich-Erzählerin, ihr Vermögen nach Rotterdam in Sicherheit zu bringen. Dieses bedrohliche Ereignis markiert den Eintritt der Ich-Erzählerin in die Geschäftswelt und setzt ihre Verwandlung von einer „Lady of Pleasure“ in eine Geschäftsfrau in Gang. Gleichzeitig ist die düstere Atmosphäre jenes Ereignisses die Umsetzung von etwas, auf das der Text schon zuvor anspielt: „So tief können wir uns in die Sünde verstricken, daß uns das Gewissen nichts mehr anhaben kann, und wenn dieser Wachposten erst einmal eingeschlummert ist, dann schläft er bald fest und wacht nicht wieder auf, solange die Welle des Vergnügens anhält oder bis irgend etwas Düsteres, Schreckliches uns wieder zur Besinnung bringt.“
Roxana als Geschäftsfrau in Rotterdam
Die Überfahrt der Ich-Erzählerin (Roxana) und Amys von Rouen gen Rotterdam auf einem der Schiffe des holländischen Kaufmanns wird durch einen Sturm im Ärmelkanal unterbrochen, aus dem sich der Schiff nach Harwich rettet. Während die Ich-Erzählerin Amy nach London schickt, die dort auf weitere Anweisungen warten soll, reist die Ich-Erzählerin wie ursprünglich geplant nach Rotterdam, „und da ich meine Geschäfte selbst führte und mit großen Summen umging, wurde ich darin so erfahren wie nur irgendeine Kaufmannsfrau.“ Über Amy erreicht sie die Nachricht, dass ihr erster Mann, der Brauers-Sohn, in einer Rauferei getötet worden sei, doch wieder „Ehefrau zu werden, war ich nicht geneigt. Mit meinem ersten Mann hatte ich so viel Unglück gehabt, daß mir der Gedanke, mich noch einmal zu verheiraten, Widerwillen bereitete. Ich fand, daß eine Gattin mit Gleichgültigkeit, eine Geliebte dagegen mit großer Liebe behandelt wird; eine Gattin betrachtet man als bessere Dienerin“. Etwa zur gleichen Zeit verliert auch der holländische Kaufmann seine Ehefrau, hält es „für richtig, Paris zu verlassen, und kam ebenfalls nach Holland“, wo er „beabsichtigte, mir den Hof zu machen“. Es kommt zum Geschlechtsverkehr, woraufhin der Kaufmann der Ich-Erzählerin die Ehe anbietet: „Dies war, wie man zugegeben muß, ein Beweis für seine Anständigkeit und seine aufrichtige Liebe; ich aber deutete es auf eine andere Weise, nämlich daß er es auf mein Geld abgesehen habe“, denn „wäre ich […] erst einmal Ehefrau, dann mußte ich alles, was ich besaß, meinem Gatten aushändigen und unterstand von da an einzig seinem Befehl.“ Als der Kaufmann daraufhin eine Art vertraglich abgesicherte Gütertrennung vorschlägt, ist die Ich-Erzählerin „gezwungen, der Sache einen neuen Anstrich zu geben und mich zu bemühen, sie sozusagen auf eine höhere Ebene zu heben“, woraufhin sich ein Gespräch über Freiheit, Ehe und Familie ergibt, in dessen Verlauf die Ich-Erzählerin unter anderem kundtut, „wenn sie Lust habe, ihre geschlechtlichen Bedürfnisse zu befriedigen, dann könne sie sich einen Geliebten halten, ebenso, wie ein Mann sich eine Geliebte halte“. Der Kaufmann, traditionellen Denkmustern verhaftet, verkündet bestürzt seine Rückreise nach Paris und bezeichnet die Ich-Erzählerin, nachdem sie gesteht, von ihm schwanger zu sein, als „lieblos gegen das noch ungeborene Kind, das, wenn wir heirateten, in einer recht vorteilhaften Lage auf die Welt käme. Tun wir es aber nicht, dann ist es schon vor seiner Geburt zugrunde gerichtet und muß auf immer den Vorwurf für etwas tragen, wofür es nichts kann.“ Die Ich-Erzählerin ihrerseits erklärt, sich anlässlich der Niederkunft in London niederlassen zu wollen.
Roxana als angeblich französische Dame in London
Die Ich-Erzählerin (Roxana), nunmehr mit einem Amsterdamer Bankkonto von 21000 Louis d’or „reich, schön, anziehend und noch nicht alt“, lässt sich als vermeintlich französische Dame in London nieder, bringt das uneheliche Kind insgeheim außerhalb Londons zur Welt. Der äußere Status ändert allerdings nichts daran, dass die Ich-Erzählerin grundsätzlich „nichts dagegen hatte, auf Kosten meiner Tugend mein Vermögen zu vergrößern“, allerdings ihr Ziel dabei höher steckt: Der Versuch, den angeblich inkognito auf einem ihrer Bälle weilenden englischen König durch einen scheinbar orientalischen Tanz in orientalischem Kostüm in eine Affäre zu verlocken, verläuft im Sande, bringt ihr seitens des Publikums jedoch den bewundernden Ausruf „Roxana“ ein: „Aus diesem törichten Anlaß haftete mir der Name Roxana nun bald im ganzen Hofviertel der Stadt so fest an, als wäre ich Roxana getauft worden.“ Nach sieben Jahren Aufenthalt in London ist das Vermögen der Ich-Erzählerin auf 35000 Pfund angewachsen. Die Ich-Erzählerin „schwamm im Reichtum“, erinnert sich nun ihrer fünf Kinder aus erster Ehe, zieht über Amy Erkundigungen ein, hört, „daß meine jüngste Tochter und mein ältester Sohn tot seien“. Amy findet auch heraus, dass eine Tochter, Susan, als Dienstmagd im Haushalt der Ich-Erzählerin arbeitet, und da sie „Vollmacht hatte, alle Angelegenheiten zu regeln, fand sie einige Zeit darauf, ohne zuvor mit mir darüber zu sprechen, einen Vorwand, an dem Mädchen etwas auszusetzen, und entließ sie“, hält aber den Kontakt mit Susan aufrecht, tut ihr im Auftrag der Ich-Erzählerin einiges Gutes und erfährt, dass Susan die Ich-Erzählerin nur bei einer Gelegenheit sah: während des Roxana-Tanzes. Der Ich-Erzählerin bereitet es „insgeheim Befriedigung, zu denken, daß mich das Mädchen nicht kannte und ich dank diesem Zufall in der Lage war, mich ihr zu erkennen zu geben, falls andere Umstände es erlaubten, und sie wissen zu lassen, daß sie eine Mutter hatte, die in Verhältnissen lebte, deren man sich nicht zu schämen brauchte“, wozu der Ruf als bezirzend tanzende „Roxana“ aber nicht dient.
Roxana als vermeintliche Vorort-Quäkerin; zweite Heirat
Um den alten Leumund abzulegen, mieten die Ich-Erzählerin (Roxana) und Amy sich bei einer alleinstehenden Quäkerin in einem Vorort Londons ein, wo die Ich-Erzählerin nicht erwartet, „jene Leute wiederzusehen oder auch nur je im Leben wieder von ihnen zu hören“, mit denen sie es bisher zu tun hatte. Einige Zeit später hat die Ich-Erzählerin das Auftreten der Quäkerin dermaßen gut nachgeahmt, dass sie „bei allen, die mich nicht näher kannten, als Quäkerin“ gilt. Bedauernd, dem holländischen Kaufmann einen Korb gegeben zu haben, schickt sie Amy für „vertrauliche Ermittlungen“ nach Frankreich. Noch bevor Amy als Ergebnis vermeldet, dass der Kaufmann in London lebe und sogar seine Adresse nennt, erkennt die Ich-Erzählerin ihn auf einer Ausfahrt von weitem, setzt einen Diener der Quäkerin auf ihn an und kommt zum gleichen Ergebnis wie Amy. Der Kaufmann jedoch verfolgt die Beschattung zurück und besucht die Ich-Erzählerin, vordergründig, um das gemeinsame Kind „als seinen Sohn in die Welt einführen“ zu können. Nach dieser ersten Kontakt-Wiederaufnahme bahnt sich sachte ein neuerliches Verhältnis an, der Kaufmann entwirft eine gemeinsame Zukunft mit gemeinsamen Wohnort, den die Ich-Erzählerin sich aussuchen dürfe, woraufhin die Ich-Erzählerin es vorzieht, „im Ausland zu leben, damit ich […] in England nicht eines Tages erkannt würde und die ganze Geschichte der Roxana samt den Bällen herauskäme.“ Die Ich-Erzählerin und der Kaufmann heiraten schließlich.
Roxana wird von ihrer Vergangenheit eingeholt
Währenddessen hat Susan durch ihr einstiges, kindliches Vorwissen und den aufrechterhaltenden Kontakt mit Amy einige „Bruchstücke der Tatsachen“ erkannt und „einiges erfahren, was einen Kern der Wahrheit enthielt. So schienen unsere ersten Maßnahmen und die Liebschaft mit dem Juwelier nicht so verborgen geblieben zu sein, wie ich geglaubt hatte“. Zunächst mutmaßt Susan, Amy sei ihre Mutter, dann aber, die Lady Roxana: „In dem Fall sei alles, was Amy für sie getan hatte, auf Befehl Madame Roxanas geschehen.“ Amy beginnt erstmals, „der Ansicht zu sein, es werde absolut notwendig werden, das Mädchen zu ermorden“, um die unrühmliche Vergangenheit der Ich-Erzählerin nicht auffliegen zu lassen, wovon die Ich-Erzählerin jedoch in diesem Moment der Handlung wie in allen anderen nichts hören mag. Susan besteht derweil „auf ihrer Ansicht, und was das schlimmste war: Je länger die Sache dauerte, um so mehr begann sie, […] Amy fallenzulassen, und sie gewann die feste Überzeugung, daß Lady Roxana ihre Mutter war.“ Die Ich-Erzählerin forciert nun die Abreise in die neue Wahl-Heimat Holland, trifft jedoch bei einem Kapitäns-Dinner vor der Abreise auf die gleichfalls zu einer Holland-Reise entschlossene Susan, meint zwar, nicht erkannt worden zu sein, ist aber entsetzt, dass Susan nun ihren jetzigen Namen und die Adresse weiß. Zusammen mit der Kapitänsfrau stattet Susan dann der immer noch bei der Quäkerin wohnenden Ich-Erzählerin „einen förmlichen Besuch ab […] und erwähnte mehrmals, ich gliche so sehr einer Dame am anderen Ende der Stadt, die zu kennen sie die Ehre gehabt hätte“: Lady Roxana. Susan bringt das Gespräch auf das Kleid, in dem Roxana getanzt habe und das inzwischen auch die Quäkerin kennt, die zwar die Ähnlichkeit zwischen Kleid-Beschreibung und dem ihr bekannten Kleid wahrnimmt, aber es für ausgeschlossen hält, dass ihre züchtige Mitbewohnerin und Roxana miteinander identisch seien: Das Kleid muss vorgezeigt werden, und Susan murmelt, „nun habe sie es herausbekommen oder werde es herausbekommen“. Da die Ich-Erzählerin fürchtet, Susan werde auf einer gemeinsamen Reise nach Holland noch mehr herausbekommen oder einen Eklat herbeiführen, bittet die Ich-Erzählerin unter Vorschützung einer mutmaßlichen Schwangerschaft ihren Mann, die Reise nicht jetzt schon antreten zu müssen, was der Kapitän kommentiert, „wie ich höre, hat Ihre Gattin eine Tochter mehr, als sie erwartet hatte“, eine Äußerung, die der Kaufmann auf die angebliche Schwangerschaft seiner Frau bezieht, die Ich-Erzählerin und Amy jedoch so auffassen, als ob Susan bereits ihre Herkunft allgemein offenbare: „Dies rief bei Amy solche Bestürzung hervor, daß sie weinte, tobte, fluchte und schimpfte, als sei sie wahnsinnig; dann warf sie mir vor, daß ich sie das Mädchen nicht hatte umbringen lassen, als sie dazu entschlossen gewesen war“. Angesichts der Bedrohung durch Susan setzt sich die Ich-Erzählerin unter dem Vorwand einer Kur nach Tunbridge ab. Susan erfährt zwar nicht vom Aufenthaltsort, aber vom Kur-Zweck und zeigt sich entschlossen, „alle Luftkurorte des Landes, des ganzen Königreiches und sogar auch Hollands aufsuchen“ zu wollen. Zuvor aber trifft die in London weilende Amy zufällig auf Susan, geht mit ihr für ein klärendes Gespräch im Greenwich Park spazieren, wo gegen Ende des Gesprächs Susan mutmaßt, Amy wolle sie „vielleicht ermorden“. Als Amy der Ich-Erzählerin vom Greenwich-Spaziergang berichtet und davon spricht, sie beabsichtige „das Mädchen zu ertränken und umzubringen“, führt das dazu, dass die Ich-Erzählerin „in Wut über sie geriet; ich jagte sie praktisch davon“. Der Quäkerin gegenüber äußert sich Amy dann so, es sei „absolut notwendig“, Susan „aus dem Wege zu räumen – kurz, sie werde, ohne mich oder sonst jemand um Erlaubnis zu fragen, dafür sorgen, daß das Mädchen ihre Herrin (womit sie mich meinte) nicht mehr belästigte. Nach diesen Worten habe die Quäkerin tatsächlich nichts mehr von dem Mädchen gehört, so daß sie annehme, Amy habe die Sache so gut geregelt, daß nun Schluß damit sei.“ Die Ich-Erzählerin glaubt, dass Amy Susan umgebracht habe, schifft sich mit ihrem Mann und dem gemeinsamen Sohn wie ursprünglich geplant nach Holland ein, wo Amy wieder zu ihnen stößt, ohne dass die beiden Frauen Susans Schicksal jemals thematisieren. „Nach einigen Jahren des Gedeihens und äußerlich glücklicher Lebensumstände befielen mich hier eine Reihe schrecklicher Schicksalsschläge, und Amy ging es ebenso – sie waren das genaue Gegenteil unserer früheren guten Tage; der Zorn des Himmels schien dem Leid zu folgen, das wir beide dem armen Mädchen angetan hatten, und ich sank von neuem so tief hinab, daß meine Reue nur die Folge meines Elends zu sein schien, wie mein Elend die meines Verbrechens war.“

## Textanalyse
Bei Roxana handelt es sich um einen in Ich-Form verfassten Roman in Form der „Beichte einer reuigen Prostituierten“. Orte der Handlung sind diverse nicht genannte Ortschaften in England sowie London, Tunbridge und Woodford im heutigen London Borough of Redbridge, außerdem Paris und Umland, ferner die nur kurz erwähnten Orte der Italien-Reise Roxanas sowie der Flucht-Route aus Frankreich. Die erzählte Zeit erstreckt sich vom Jahr 1683, als die Ich-Erzählerin 10 Jahre alt ist, bis etwa zum Jahr 1724, als der Roman erschien. Der in der Sekundärliteratur erwähnte Anachronismus, dass im Roman-Titel für den Zeitpunkt, als die Ich-Erzählerin als Lady Roxana bekannt wird, König Charles II. erwähnt wird, ist zweitrangig, da der Name des Königs im Roman-Text nirgends erwähnt wird.

### Figuren (Auswahl)
Defoe bezeichnet es im Vorwort des Romans als „Gewähr der Glaubwürdigkeit“ seines angeblich auf realen Ereignissen beruhenden Textes, dass er die Namen der handelnden Personen großenteils verschweigt.
- Ich-Erzählerin (Roxana): Sie wurde 1673 im französischen Poitiers geboren,[2] beschreibt sich selbst als von Jugend an „zur Ironie neigend, schlagfertig und ein bißchen vorwitzig“[3] und wartet nicht nur in ihrer Jugend mit einem attraktiven Äußeren auf: Selbst nach der Geburt von fünf Kindern des Brauers-Sohnes und zwei Kindern des Juwelenhändlers erscheint ihr ihre „Figur durchaus nicht übel“ und „mein Hals war lang und schlank“.[82] Mit dem dadurch forcierten sexuellen Interesse an sich manipuliert Roxana die Männerwelt[83] und genießt nach eigener Aussage „selbstgefällig“[84] ihre diesbezüglichen Erfolge, die sie gleichzeitig als „größte Schwäche“ sieht: „daß ich den Glanz der Vornehmheit gern hatte und es liebte, wenn man mich umschmeichelte und mir den Hof machte“.[85] Diese selbstkritische Haltung artet während ihrer zweiten Ehe teilweise in Selbsthass aus: Roxana beschreibt sich als „das verfluchteste, scheinheiligste Wesen[…], das jemals in die Arme eines ehrlichen Mannes gelangt war“ und bescheinigt sich selbst, dass alles an ihr „Maske und Betrug“ sei, „nur Getue und ausgeklügeltes Verhalten, um eine verruchte Vergangenheit zu verbergen“.[72] Insgesamt schafft der Roman mit seiner Titelheldin eine Figur „mit überzeugender Belastbarkeit [...] Sie meistert ihre Situation, beansprucht den Besitz ihres Körpers und genießt die beispiellose Mobilität, sowohl finanziell als auch geografisch, der aufstrebenden Handelskultur“.[86]

- Amy: Die Dienerin und Hauptvertraute Roxanas ist „ein temperamentvolles, fröhliches, leichtsinniges Ding“,[87] keck und fabulierlustig,[88] lenkt Roxana bei Bedarf „mit ihrer Fröhlichkeit und ihrem Witz“ vom Trübsalblasen ab[89] und ist gleichzeitig „das gutmütigste Geschöpf […], das es nur je gegeben hat“.[88] Etwa zehn Jahre jünger als Roxana, agiert Amy in den fast 30 Jahren ihres Zusammenseins[90] dank „ihrer übergroßen Liebe und Treue“[91] stets im Interesse ihrer Herrin, der sie zum Schluss als „Geschäftsfrau“[92] und Roxanas „Verwalterin“[93] immer ebenbürtiger wird. „Oft habe ich mich über die Treue dieses armen Mädchens gewundert, für die ich sie zum Schluß übel belohnte.“[94]
- Der Brauers-Sohn (erster Ehemann Roxanas): Ihn heiratet Roxana, weil er „ein hübscher fröhlicher Bursche war, denn im übrigen war er ein so schwaches, hohlköpfiges, ungebildetes Geschöpf, wie sich eine Frau nur je zum Ehepartner wünschen konnte.“[95] Während Roxanas Liebschaft mit dem Prinzen taucht er als königlich-französischer Kavallerist in Paris auf,[96] woraufhin ihn die Ich-Erzählerin durch einen bezahlten Spion überwachen lässt, um ein Wiedersehen zu vermeiden und diese potentielle Bedrohung ihrer Stellung im Zaum zu halten.[97] Zum Zeitpunkt von Roxanas Rotterdam-Aufenthalt wird der Brauers-Sohn angeblich in einer „Rauferei unter Soldaten“ getötet.[98]
- Der Juwelenhändler: Anfangs ein unnachgiebiger Vermieter, gibt er sich nachsichtig und nachstellig, nachdem Roxana keine fünf Kinder mehr im Haushalt hat.[99] Am Ende wird er als diejenige Person, die mit Roxana und Amy ehebrecherisch in einer zeitweisen ménage à trois lebte und ihnen somit die moralische Unschuld raubte, zum Opfer eines Raubmordes[16] und legt das materielle Fundament für den weiteren Aufstieg Roxanas.[17]
- Der Prinz: Er ist „ein Mann von außerordentlichem Reichtum, wenn auch kein regierender Fürst“,[100] unendlich freigebig[101] und „kein Untertan Frankreichs […], obgleich er damals in Paris lebte und sich häufig bei Hofe aufhielt, wo er […] ein wichtiges Amt innehatte oder es erwartete.“[102] Seine eigentliche Ehegattin, die Prinzessin, ist „die wertvollste Frau ihres Geschlechts und ebenso hochgeboren wie er, wenn nicht noch von noch höherer Abkunft“[100] und wird von dem gebildeten[84] Prinzen nicht nur mit Roxana, sondern noch mit noch zwei oder drei weiteren Mätressen betrogen:[32] „Das Huren war, kurz gesagt, sein Lieblingsverbrechen, der schlimmste Fehltritt, den er beging, denn sonst war er einer der vortrefflichsten Menschen der Welt. Bei ihm gab es keine Wutanfälle, keine wilden Ausbrüche, keinen prahlerischen Stolz, sondern er war der bescheidenste, höflichste, liebenswürdigste Mensch der Welt.“[103]
- Der holländische Kaufmann (zweiter Ehemann Roxanas): Roxana sieht in ihm „einen der ehrenhaftesten und vornehmsten Männer der Welt […] Er hatte mir in gewissem Sinne das Leben gerettet und mich auf die bemerkenswerteste Weise vor dem Ruin bewahrt.“[104] Der Kaufmann besitzt „ein höflicheres und gesitteteres Benehmen, als es sonst, wie man sagt, bei Holländern üblich ist“[105] und wird nach der Heirat „der gütigste aller Ehemänner“,[106] so Roxana: „ganz Zärtlichkeit, ganz Güte und aufrichtig bis zum Äußersten“.[72]
- Die Quäkerin: Die treue Freundin und „ständige Trösterin“[106] Roxanas ist „eine sehr höfliche, zuvorkommende Person, die sich zu benehmen wußte; sie war äußerst wohlerzogen und gutherzig, kurz, der angenehmste Umgang, den ich je gehabt hatte“.[107]
- Susan: Die geschwätzige[68] älteste Tochter Roxanas ist „ein hitziges Frauenzimmer“[64] und wird von der in die Ecke getriebenen Roxana einmal „das zudringliche, unverschämte Mädchen“ genannt.[71]

### Themen
Prostitution
„Defoes Erzählung verlangt, dass wir die Welt aus der Perspektive einer Prostituierten sehen und uns zumindest in diesem begrenzten Sinne mit ihrer misslichen Lage identifizieren“. Bereits mit Beginn des ehebrecherischen Verhältnisses zum Juwelenhändler sieht Roxana sich selbst als „Hure“ an, ein Wort, das sie im Laufe des Romans häufig verwendet: „Ich nahm seine Güte um den kostspieligen Preis meine Körpers und meiner Seele entgegen und verpfändete Glauben, Religion, Gewissen und Keuschheit sozusagen gegen ein Stück Brot“, eine Formulierung, die an das Defoe-Zitat erinnert: „Männer rauben für Brot, Frauen huren für Brot; Armut ist die Mutter des Verbrechens“. Während ihrer Tätigkeit als „Lady of Pleasure“ entgeht Roxana allerdings „den meisten körperlichen Gefahren der Prostitution“ und zieht durch ihre Intelligenz und ihr Verhandlungsgeschick große wirtschaftliche Vorteile aus ihrer anfänglich der Not geschuldeten Tätigkeit.
Geld
Mit 14 Jahren fehlt es Roxana „weder an Witz noch an Schönheit noch an Geld“. Um so mehr ist sie traumatisiert durch den rasanten sozialen und materiellen Abstieg nach dem Ende der mit 15 Jahren eingegangene ersten Ehe: „Das Elend, in dem ich mich befunden hatte, war schrecklich, so daß mir das Herz vor Angst, sie möge wiederkehren, erzitterte“. Überdeutlich in dem Roman wird Roxanas „ökonomische Besessenheit“: Immer wieder werden Geldgeschenke, der Kontostand und der daraus resultierende Zins-Erlös thematisiert. Höhepunkte erreichen diese Darlegungen bei der ausführlichen Schilderung von einem „Sparsamkeitsplan“, in einem ausführlich dargestellten Kassensturz des frischverheiraten holländischen Kaufmanns und anschließend Roxanas sowie in einem Hohelied auf das Wesen des Kaufmanns, denn „ein echter Kaufmann sei der beste Edelmann der Nation“ und adliger „Grundbesitz sei ein Teich, der Handel aber eine Quelle.“
Ehe
Die Einstellung der Titelfigur zu Geld und ihrer Tätigkeit als „Lady of Pleasure“ wirkt sich auch auf Roxanas Einstellung zur Ehe aus. Dem holländischen Kaufmann gegenüber stellt Roxana fest, eine Heirat bedeute „nichts als das Aufgeben der Freiheit, des Vermögens, der gesetzlichen Macht und aller übrigen Dinge an den Mann, und danach sei die Frau eben nur noch eine Frau, das heißt eine Sklavin.“ Dagegen sei eine Frau, solange sie ledig wäre, „in ihrer rechtlichen Eigenschaft männlicher Natur, sie habe die volle Entscheidungsfreiheit über ihr Tun, sie sei als Alleinstehende dem Mann ebenbürtig und habe praktisch in jeder Hinsicht genau die gleiche Stellung wie ein Mann; niemand überwache sie, denn sie sei niemand rechenschaftspflichtig und keinem unterworfen […] und wenn sie Lust habe, ihre geschlechtlichen Bedürfnisse zu befriedigen, dann könne sie sich einen Geliebten halten, ebenso, wie ein Mann sich eine Geliebte halte“. Diese Einstellung wird allerdings nicht nur in der Hitze eines Wortgefechts mit ihrem späteren Ehegatten deutlich, sondern auch gegenüber ihrem Londoner Finanzberater, als jener sie anscheinend verkuppeln will, was Roxana kategorisch ablehnt: „Ich lebte jetzt ein Leben in völliger Unabhängigkeit, sei so frei, wie ich geboren worden sei, und da ich ein beachtliches Vermögen besäße, verstünde ich nicht, wie die Worte ’Ehre und Gehorsam‘ mit dem Begriff der Unabhängigkeit einer freien Frau übereinstimmten; ich wüßte nicht, aus welchem Grunde die Männer die Freiheit des ganzen Menschengeschlechts für sich allein in Anspruch nähmen und die Frauen […] den Ehegesetzen, die sie, die Männer, selbst geschaffen hätten, unterwürfen. Es sei nun einmal mein Unglück, daß ich eine Frau sei, ich sei aber entschlossen, die Sache durch das andere Geschlecht nicht verschlimmern zu lassen; da die Freiheit Eigentum der Männer zu sein scheine, wolle ich eben eine männliche Frau sein“.
Kinder
Die über weite Strecken deutliche Ablehnung der Ehe durch Roxana geht einher mit ihrem „Scheitern als Mutter“: Es erstaunt den holländischen Kaufmann, dass Roxana „so grausam“ ist, eine soziale Ächtung ihres gemeinsamen unehelichen Kindes in Kauf zu nehmen: Wenn Roxana „normale Mutterliebe“ empfände, könne sie „nicht gleichgültig darüber denken und das nicht unterlassen, was es sogleich mit den übrigen Menschen auf eine Stufe setzte“. Später beweist der holländische Kaufmann in Roxanas Augen durch die Absicht, seinen Sohn in die Welt einzuführen, „daß er, der den Jungen nie im Leben erblickt hatte, mehr echte Liebe für diesen empfand als ich, die ich ihn geboren hatte, denn ich liebte den Knaben tatsächlich nicht und mochte ihn auch nicht sehen“. Dass Roxana ihre Kinder nicht sehen mag, betrifft auch den Nachwuchs aus erster Ehe: Als Roxana die Möglichkeit hat, ihren Nachwuchs aus erster Ehe finanziell zu fördern, tut sie das nur anonym, und genau diese ambivalente Haltung ist es, die die Verfolgung Roxanas durch die hartnäckige Susan zur Folge hat und die von Amy gesehene Notwendigkeit, dieser Verfolgung gewaltsam ein Ende zu bereiten.

### Hintergrund
Seit Sommer 1720 arbeitete Defoe als Kriminalreporter für Appleby’s Journal und kam mit den Gefängnis-Insassen von Newgate und Bridewell in Berührung, wo er Thema und Stoff für Moll Flanders und Colonel Jack fand sowie „mit Einschränkungen“ Roxana. Weitere Inspirationen für Defoes einzigen „Versuch zu einer Art von Gesellschaftsroman“ waren das „Verhältnis, das der zweite Herzog von Buckingham mit einer gewissen Mary Butler unterhalten hatte“ sowie die am Hofe Charles II. „berühmten Tanzdarbietungen“ der Mademoiselle de Bardou: Roxana heißt im Roman-Titel Mademoiselle des Beleau, während dieser Name im Roman-Text nicht auftaucht.
Mit Roxana versuchte Defoe sich erstmals in einer neuen literarischen Mode: „Memoiren aus der galanten Welt, authentische und halbauthentische Bekenntnisse von Lebedamen, Beiträge zur chronique scandaleuse der höfischen Gesellschaft, in denen die zeitgenössische Wirklichkeit hinter fingierten exotischen Namen dürftig verkleidet wurde.“ Dabei arbeitete Defoe „mit einer sonst ungewohnten Technik der versteckten Andeutungen“. Diese Technik ist auch entscheidend, als Susan verschwindet, die Tochter der Ich-Erzählerin: „Während sie eben in größter Gefahr ist, durch das beharrliche Drängen und die erfolgreichen Nachforschungen ihrer ältesten Tochter verraten zu werden, verschwindet die Tochter auf rätselhafte Weise zugleich mit Roxanas engster und einziger Vertrauter Amy, und es bleibt offen, ob Roxana mit ihrer Angst recht hat, Amy habe das Mädchen ihretwegen ermordet. Nur die äußere Ruhe wird wiederhergestellt, ohne daß die Angelegenheit aufgeklärt würde.“ Am Schluss, in Holland, wird Amy „unvermittelt wieder eingeführt, der Mord (oder ist nur die ständige selbstsüchtige Zurückweisung gemeint?) an der Tochter als fait accompli hingestellt. Welche Schicksalsschläge treffen Amy und Roxana? Inwiefern entsprechen sie genau, wenn auch in der Umkehrung, den früheren guten Tagen? Bei Hofe? In Holland? Das Geheimnis dieses offenen Schlusses hat von früh an die Leser beschäftigt.“

## Deutschsprachige Textausgaben (Auswahl)
- Die glückliche Mätresse oder die Geschichte des Lebens und des wechselhaften Glücks der Mademoiselle DeBeleau, später in Deutschland Gräfin von Wintselsheim genannt, die zur Zeit König Karls II. bekannt war unter dem Namen Roxana. Übersetzung: Lore Krüger. Ullstein, Frankfurt am Main 1993, ISBN 3-548-30296-3.
- Roxana. Erinnerungen eines Londoner Freudenmädchens im 17. Jahrhundert. Übersetzung: Johanna Fürstauer. Heyne, München 1982, ISBN 3-453-50197-7.
- Moll Flanders, Colonel Jacques, Roxana, John Sheppard, Jonathan Wild (= Romane. Band 2.) Übersetzung: Lore Krüger. Hanser, München 1968, S. 521–801.